# Wustermark
Wustermark è un comune di 11 211 abitanti del Brandeburgo, in Germania.

Appartiene al circondario della Havelland.

## Società

### Evoluzione demografica
- Sviluppo della popolazione dal 1875 entro gli attuali confini (Linea Blu: Popolazione; Linea puntata: Confronto dello sviluppo della popolazione dello stato del Brandenburgo; Sfondo grigio: Ai tempi del governo nazista; Sfondo rosso: Al tempo del governo comunista)
- Sviluppo recente della popolazione (Linea blu) e previsioni

| Anno | Abitanti |
| ---- | -------- |
| 1875 | 2 708    |
| 1890 | 3 065    |
| 1910 | 2 787    |
| 1925 | 3 911    |
| 1939 | 4 884    |
| 1946 | 7 627    |
| 1950 | 7 459    |
| 1964 | 5 513    |

| Anno | Abitanti |
| ---- | -------- |
| 1971 | 5 294    |
| 1981 | 4 545    |
| 1985 | 4 453    |
| 1990 | 4 350    |
| 1995 | 4 330    |
| 2000 | 6 643    |
| 2005 | 7 599    |
| 2010 | 7 878    |

| Anno | Abitanti |
| ---- | -------- |
| 2015 | 8 683    |
| 2016 | 8 937    |
| 2017 | 9 144    |
| 2018 | 9 302    |
| 2019 | 9 617    |
| 2020 | 9 928    |

Fonti dei dati sono nel dettaglio nelle Wikimedia Commons..

## Geografia antropica
Il comune di Wustermark è diviso in 5 frazioni (Ortsteil):
- Buchow-Karpzow
- Elstal
- Hoppenrade (con la località di Hoppenrade-Ausbau)
- Priort
- Wustermark (con le località di Dyrotz, Dyrotz-Luch e Wernitz)

Ogni frazione è amministrata da un "consiglio locale" (Ortsbeirat).